# Molí del Boixader (Vilada)
El molí del Boixader (o molí de Baix) és un molí fariner i una masia situat al terme municipal de Vilada, al Berguedà i que està inventariat com a patrimoni immoble al mapa de patrimoni cultural de la Generalitat de Catalunya amb el número d'element IPAC-3735. Tot i que inicialment tenia un ús industrial, en l'actualitat té les funcions d'habitatge i fabricació de farina i pa ecològic Està en bon estat de conservació.

## Situació geogràfica i accessos
Al molí del Boixader s'hi arriba des d'una pista forestal que surt del nucli de Vilada.

## Descripció i característiques
El molí fariner del Boixader és una construcció d'estructura clàssica: coberta a dues vessants i carener perpendicular a la façana de migdia. A llevant té una eixida amb llinda, -parcialment tapada per les obres efectuades a finals del segle XX-, balcons de fusta a les golfes, i un arc de mig punt rebaixat que dona pas a l'era.
Una forta rierada de l'any 1982, va inundar la planta baixa i part del primer pis, la qual cosa obligà a construir-hi un mur de contenció de formigó, tot i que la runa encara cobreix el rec i el cacau.

## Història
El molí del Boixader fou construït a finals del segle xvii. L'any 1718, fou capbrevat pel moliner Pere Boixader, reconeixent que era vassall, en la jurisdicció civil i criminal, del Duc de la Portella. Aleshores, el molí era conegut popularment amb el nom de "Molinot de Vilada".
Es mantingué actiu fins després de la guerra civil i durant els anys seixanta fou adaptat com a residència.